# Harold Gresley

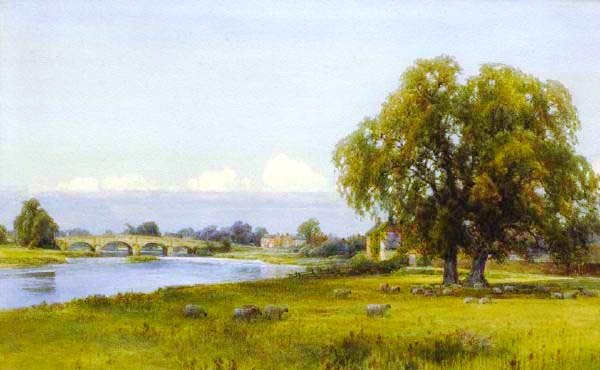
Derbyshire's Swarkestone Bridge with sheep di Harold Gresley

Harold Gresley (1892 – 1967) è stato un pittore inglese famoso come paesaggista, ma apprezzato anche per i suoi ritratti.

## Biografia
Gresley nacque nel Derbyshire in una famiglia che già vantava due artisti di rilievo: suo padre era Frank Gresley e quindi suo nonno era James Stephen Gresley. Iniziò a studiare presso la scuola d'arte di Derby, ma interruppe gli studi per allo scoppio della prima guerra mondiale. Arruolato combatté nei ranghi dei Sherwood Foresters venendo anche insignito di una onorificenza. Dopo la guerra continuò i suoi studi a Nottingham sotto la guida di Arthur Spooner, e divenne insegnante alla Repton School. Visse a Chellaston, vicino a Derby, fino alla morte avvenuta nel 1967.
Alcune opere di Keene rientrano nel lascito dei settantasette quadri che furono negli anni successivi dati dal collezionista Alfred Goodey in dono al Derby Museum and Art Gallery.